# Newcastle (Washington)
Newcastle az Amerikai Egyesült Államok északnyugati részén, Washington állam King megyéjében elhelyezkedő város. A 2010. évi népszámlálási adatok alapján 10 380 lakosa van.

## Történet
Newcastle névadója Newcastle upon Tyne település. A térségben 1863-ban Philip H. Lewis és Edwin Richardson földmérők szenet találtak. 1872-ben hatvan ember napi 75–100 tonna szenet termeltek ki, amit a Seattle and Walla Walla Railroad 1878-ban megnyílt vasútvonalán szállítottak.
Az 1960-as évektől a település a Newport Hills nevet viselte. Az 1990-es években néhányan javasolták a várossá válást, azonban egyesek szerint a helység túl kicsi lenne a feladatok ellátására, míg mások szerint a helyi golfklub túl nagy befolyást szerezne az önkormányzatban. 1993-ban a lakosság közel magában foglaló terület Bellevue-ba olvadt, így amikor a helység fennmaradó része 1994. szeptember 30-án városi rangot kapott, új nevet kellett választaniuk. A lakosoknak a Cougar Mountain és a Newcastle elnevezések között kellett dönteniük.

## Népesség
A 2010-es népszámláláskor a városnak 10 380 lakója, 4021 háztartása és 2860 családja volt. A népsűrűség 901 fő/km2. A lakóegységek száma 4227, sűrűségük 366,9 db/km2. A lakosok 65,4%-a fehér, 2,6%-a afroamerikai, 0,4%-a indián, 24,7%-a ázsiai, 0,3%-a a Csendes-óceáni szigetekről származik, 1,6%-a egyéb, 5%-a pedig kettő vagy több etnikumú. A spanyol vagy latino származásúak aránya 4,2% (   )
A háztartások 35,3%-ában élt 18 évnél fiatalabb. 61,6% házas, 6,2% egyedülálló nő, 3,3% egyedülálló férfi, 28,9% pedig nem család. 21,8% egyedül élt; 4,4%-uk 65 éves vagy idősebb. Egy háztartásban átlagosan 2,57 személy élt; a családok átlagmérete 3,04 fő.
A medián életkor 38,7 év volt. A város lakóinak 23,7%-a 18 évesnél fiatalabb, 6,6% 18 és 24 év közötti, 31,1%-uk 25 és 44 év közötti, 29,7%-uk 45 és 64 év közötti, 9%-uk pedig 65 éves vagy idősebb. A lakosok 49,6%-a férfi, 50,4%-a pedig nő.

## Oktatás
A város iskoláinak egy részét az issaquah-i, míg másokat a rentoni tankerület üzemelteti.

## Sport
A város leginkább a golfkomplexumáról ismert, ahol kettő, egyenként 18 lyukas pálya található. A klubot Robert E. Cupp tervezte Fred Couples golfozó és az Oki Golf együttműködésével. A komplexumban minigolf, éttermek és rendezvénytermek is találhatóak.

## Nevezetes személyek
- Alan White, a Yes együttes dobosa
- Dan Quinn, amerikaifutball-edző
- Gus Bradley, amerikaifutball-edző
- James Hasty, amerikaifutball-játékos
- John Carlson, amerikaifutball-játékos
- Julian Peterson, amerikaifutball-játékos
- Kam Chancellor, amerikaifutball-játékos
- Mack Strong, amerikaifutball-játékos
- Marcus Trufant, amerikaifutball-játékos
- Nate Burleson, amerikaifutball-játékos

## Fordítás
- Ez a szócikk részben vagy egészben  a   Newcastle, Washington című angol Wikipédia-szócikk ezen változatának fordításán alapul.  Az eredeti cikk szerkesztőit annak laptörténete sorolja fel. Ez a jelzés csupán a megfogalmazás eredetét és a szerzői jogokat jelzi, nem szolgál a cikkben szereplő információk forrásmegjelöléseként.